# Ordre du Mérite commercial
L'ordre du Mérite commercial, créé par décret en date du 27 mai 1939 en France, avait pour but de récompenser les services rendus à l'activité économique et au commerce extérieur de la France, par des personnes que distinguait leur valeur professionnelle. Le décret du 29 juin 1961 créa la nouvelle dénomination d'« Ordre du Mérite commercial et industriel ».

## Histoire
L'ordre du Mérite commercial est créé par le ministère du commerce par un décret du 27 mai 1939. Son objet est de récompenser les personnes qui se sont distinguées par leur valeur professionnelle et leur contribution au développement économique en France.
Le 5 décembre 1947, le décret no 47-2296 abroge les articles no 7, 8 et 10 du décret de création.
À la suite du décret no 63-1196 du 3 décembre 1963 portant création de l'ordre national du Mérite, l'ordre du Mérite commercial est dissous ; cependant les titulaires des grades de l'ordre continuent à jouir des prérogatives qui y sont attachées.

## Nomination
Pour pouvoir rejoindre l'ordre du Mérite commercial il faut être âgé de trente-cinq ans et de jouir de ses droits civils et de justifier quinze ans de service rendus au commerce ou à l'industrie. Cependant le candidat pourra déroger aux conditions d'âge et d'ancienneté s'il justifie un service extraordinaire et que le conseil de l'ordre est unanime.
Les étrangers peuvent également adhérer à l'ordre sans conditions d'âge ou d'ancienneté s'ils ne vivent pas en France pour ce qui est des étrangers vivant en France, ils devront suivre les mêmes conditions que les citoyens français.

## Conseil de l'Ordre
Le conseil de l'ordre est composé d'un membre du conseil de la Légion d’honneur, de deux hauts fonctionnaires, le secrétaire général du Conseil national économique, le président de l'assemblée des présidents des chambres du commerce de France, le président de la conférence générale des présidents et membres des tribunaux du commerce de France, les directeurs au ministère de l'industrie et du commerce, le membre du cabinet du ministre de l'industrie et du commerce.
Les membres du conseil sont de droit commandeurs de l'ordre du Mérite commercial.

## Apparence
La décoration du Mérite commercial se compose d'une étoile à huit branches en forme de rose des vents, les quatre branches principales sont les plus importantes. Les branches de l'étoile sont réunies par une roue dentée émaillée tricolore au centre de laquelle figure une effigie de la République française veillant sur le commerce extérieur celui-ci représenté par un navire.
La caducée du commerce est appliqué sur la décoration, les serpents entourent le motif central et les ailes forment bélière. Au centre du revers se trouve une mappemonde portant en exergue « Mérite commercial ».
La croix de chevalier fait 40 mm de diamètre en vermeil et est suspendue à un ruban. Celle d'officier fait 57 mm de diamètre en vermeil ou en or et est suspendue à un ruban avec une rosette de 22 mm. La croix de commandeur fait 57 mm de diamètre en vermeil ou en or et est suspendue à une cravate.
Le ruban est d'une largeur de 37 mm et est en soie gris argent comportant de chaque côté un filet en métal or de 3 mm 5, à 1 mm du bord.

## Grades

Chevalier
Officier
Commandeur